# 14526 Xenocrates
14526 Xenocrates (1997 JT3) là một tiểu hành tinh vành đai chính được phát hiện ngày 6 tháng 5 năm 1997 bởi P. G. Comba ở Prescott.